# Landschaftsschutzgebiet Holdmecke
Das Landschaftsschutzgebiet Holdmecke mit 15,33 ha liegt im Stadtgebiet von Meschede im Hochsauerlandkreis. Das Gebiet wurde 1994 mit dem Landschaftsplan Meschede durch den Kreistag des Hochsauerlandkreises als Landschaftsschutzgebiet (LSG) mit dem Namen Landschaftsschutzgebiet Holdmecke nördlich Wennemen und einer Flächengröße von 12,3&sp;ha ausgewiesen. Bei der Neuaufstellung des Landschaftsplanes Meschede wurde es 2020 etwas vergrößert und als Landschaftsplangebiet vom Typ B, Kleinflächiger Landschaftsschutz, mit neuem Namen erneut ausgewiesen. Es ist eines von 102 Landschaftsschutzgebieten in der Stadt Meschede. Dort gibt es ein Landschaftsschutzgebiet vom Typ A, 51 Landschaftsschutzgebiete vom Typ B und 50 Landschaftsschutzgebiete vom Typ C.

## Beschreibung
Das LSG liegt nördlich von Wennemen. Nördlich begrenzt die Bundesautobahn 46 das Schutzgebiet. Im LSG befinden sich landwirtschaftliche Grünlandbereiche.
Der Landschaftsplan führt zur LSG-Festsetzung auf: „Sie begrenzt sich im Westen durch einen gehölzbestandenen Hohlweg und sichert hier ökologisch wirksame Randeffekte; darüber hinaus wertet sie das Umfeld des Holdmeckeweges auf, der den Ortskern über die A 46 hinweg mit dem Naherholungsraum des Arnsberger Waldes verbindet und insbes. in Südrichtung Blickverbindungen in die „freie Landschaft“ eröffnet.“

## Schutzzweck
Zum Schutzzweck der LSG vom Typ B Ortsrandlagen, Landschaftscharakter im Landschaftsplangebiet Meschede führt der Landschaftsplan auf: „Sicherung der Vielfalt und Eigenart der Landschaft im Nahbereich der Ortslagen sowie in alten landwirtschaftlichen Vorranggebieten insbesondere durch deren Offenhaltung; Erhaltung der Leistungsfähigkeit des Naturhaushalts hinsichtlich seines Artenspektrums und der Nutzungsfähigkeit der Naturgüter (hier: leistungsfähige Böden); Umsetzung der Entwicklungsziele 1.1 und – primär – 1.5 zum Schutz des spezifischen Charakters und der Identität der landschaftlichen Teilräume; entsprechend dem Schutzzweck unter 2.3.1 auch Ergänzung der strenger geschützten Teile dieses Naturraums durch den Schutz ihrer Umgebung vor Eingriffen, die den herausragenden Wert dieser Naturschutzgebiete und Schutzobjekte mindern könnten (Pufferzonenfunktion); Erhaltung der im gesamten Gebiet verstreut anzutreffenden kulturhistorischen Relikte.“

## Rechtliche Vorschriften
Wie in den anderen Landschaftsschutzgebieten im Stadtgebiet besteht im LSG ein Verbot Bauwerke zu errichten. Vom Verbot ausgenommen sind Bauvorhaben für Gartenbaubetriebe, Land- und Forstwirtschaft. Die Untere Naturschutzbehörde kann Ausnahme-Genehmigungen für Bauten aller Art erteilen. Wie in den anderen Landschaftsschutzgebieten vom Typ B in Meschede besteht im LSG ein Verbot der Erstaufforstung und Weihnachtsbaum-, Schmuckreisig- und Baumschul-Kulturen anzulegen.